# Mirosław Bałka
Miroslaw Balka (sinh năm 1958) là một nhà điêu khắc đương đại người Ba Lan. Ông tốt nghiệp Học viện Mỹ thuật Warsaw năm 1985. Ông hiện làm việc ở Otwock và Warsaw, Ba Lan.
Ông sinh tại Warsaw. Trong các năm 1986-1989, Balka làm việc trong một nhóm tên là Consciousnes Neue Bieriemiennost.
Balka được Kunstmuseum ở Krefeld trao Giải thưởng Mies van der Rohe vào năm 1991. Ông là một thành viên của Akademie der Künste, Berlin. Ông hiện đảm nhận quản lý Xưởng Hoạt động Không gian tại Học viện Mỹ thuật Warsaw.
Năm 2009, theo đặt hàng của Unilever, Balka đã sắp đặt How It Is cho Hội trường Turbine của Tate Modern, London. Công trình này được khánh thành vào ngày 13 tháng 10 năm 2009.

## Tác phẩm

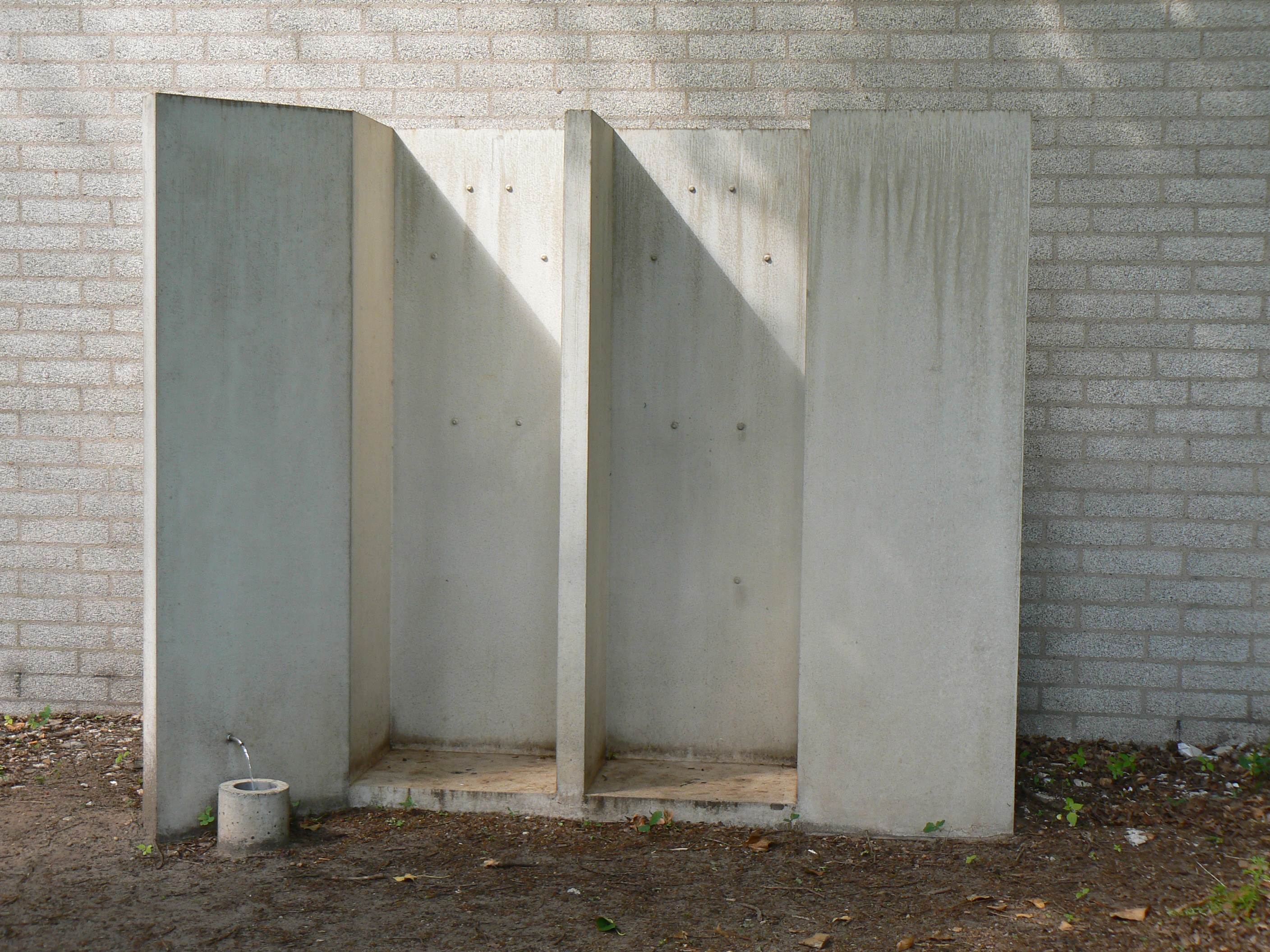
Đài phun nước, 2008. Bảo tàng Kröller-Müller, Hà Lan

Các phẩm của Mirosław Bałka rất đa dạng nhưng đều xoay quanh nghệ thuật điêu khắc và nghệ thuật sắp đặt. Công việc này đến với ông từ ảnh hưởng của gia đình: ông nội ông là một thợ khắc bia mộ và cha ông là một người khắc tên trên bia mộ. Chủ đề chủ yếu trong các tác phẩm của ông xoay quanh những sự kiện và ký ức đau thương trong lịch sử, đặc biệt là ký ức về Chiến tranh thế giới thứ hai.
Ban đầu Bałka thường tạo ra các tác phẩm tượng hình. Sau này, ông chuyển hướng sang làm những công trình mang tính trừu tượng và hoành tráng hơn. Tuy vậy, chủ đề trong những tác phẩm này đều liên quan đến sự tồn tại của con người: cơ thể sống, sự chết và sự thối rữa, ký ức của cá nhân và tập thể. Bałka thường dùng các vật liệu gồm thép, xi măng, muối, cao su xốp và nỉ trong các tác phẩm điêu khắc của mình.

## Tuyển tập
- Bảo tàng Hirshhorn, Washington DC
- Moderna Galerija, Ljubliana

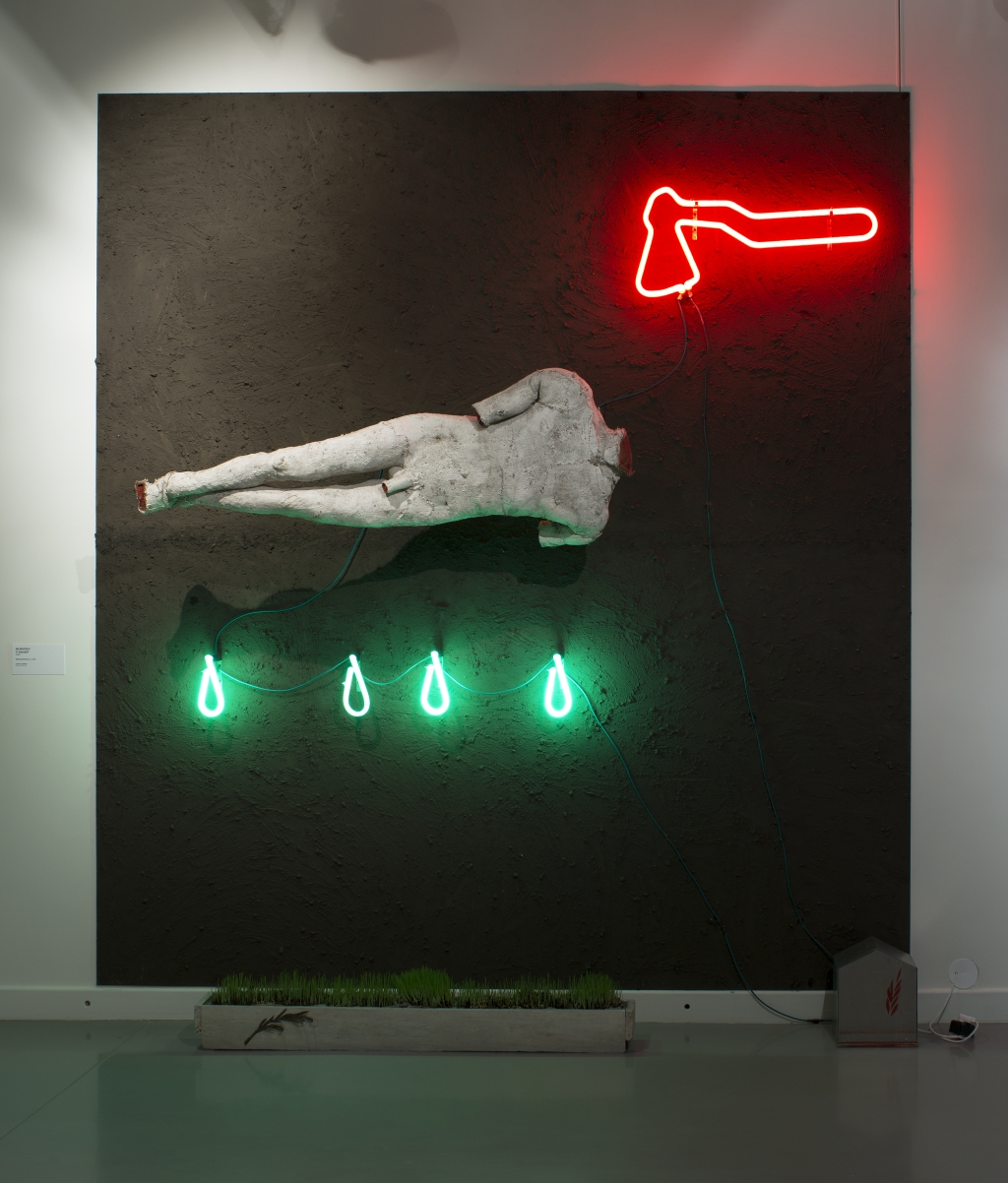
Mirosław Bałka; Thánh Wojciech, 1987

- Bảo tàng Nghệ thuật Đương đại, Los Angeles
- Bảo tàng Nghệ thuật Hiện đại, New York[9]
- Museu Serralves, Porto
- Muzeum Sztuki, Łódź
- SFMOMA, San Francisco[10]
- Tate Modern, London[11]
- Viện Nghệ thuật Chicago
- Bảo tàng Israel, Jerusalem
- Bảo tàng Nghệ thuật Quốc gia, Osaka
- Van Abbemuseum, Eindhoven
- Trung tâm Nghệ thuật Đương đại, Warsaw
- Bảo tàng Nghệ thuật Tel Aviv